# 알베이트 스타디움
알베이트 스타디움(Al Bayt Stadium)은 카타르 알코르에 있는 축구 경기장으로, 2022년 FIFA 월드컵 개막전이 열린 경기장이다.
2022년 FIFA 월드컵 개최 경기장 8곳 중 7곳이 도하 수도권에 있는 것에 비해, 이 경기장은 도하에서 한참 멀리 떨어진 곳에 있다.

## 축구

### 2022년 FIFA 월드컵
| 일자      | 라운드   | 팀1        | 결과  | 팀2        | 관중   |
| --------- | -------- | ---------- | ----- | ---------- | ------ |
| 11월 20일 | A조      | 카타르     | 0 - 2 | 에콰도르   | 67,372 |
| 11월 23일 | F조      | 모로코     | 0 - 0 | 크로아티아 | 59,407 |
| 11월 25일 | B조      | 잉글랜드   | 0 - 0 | 미국       | 68,463 |
| 11월 27일 | E조      | 스페인     | 1 - 1 | 독일       | 68,895 |
| 11월 29일 | A조      | 네덜란드   | 2 - 0 | 카타르     | 66,784 |
| 12월 1일  | E조      | 코스타리카 | 2 - 4 | 독일       | 67,054 |
| 12월 4일  | 16강전   | 잉글랜드   | 3 - 0 | 세네갈     | 65,985 |
| 12월 10일 | 8강전    | 잉글랜드   | 1 - 2 | 프랑스     | 68,895 |
| 12월 14일 | 준결승전 | 프랑스     | 2 - 0 | 모로코     | 68,294 |